# Mbulaeni Mulaudzi
Mbulaeni Tongai Mulaudzi (Muduluni, 8 settembre 1980 – Witbank, 24 ottobre 2014) è stato un mezzofondista sudafricano, specializzato negli 800 metri piani, disciplina di cui è stato campione mondiale a Berlino 2009.

## Biografia
La sua miglior stagione è stata indubbiamente il 2004, quando vinse la medaglia d'oro ai Mondiali indoor di Budapest e l'argento olimpico di Atene 2004, dietro al russo Jurij Borzakovskij.
Nel corso dei Mondiali indoor 2006 di Mosca conquistò la medaglia d'argento. Il 23 agosto 2009 ai Mondiali di Berlino si laurea finalmente campione del mondo degli 800 metri.
Ritiratosi al termine della stagione 2013, il 24 ottobre 2014 è deceduto all'età di 34 anni in un incidente d'auto avvenuto dirigendosi verso Johannesburg.

## Record nazionali

### Seniores
- 1.000 metri piani: 2'15"86 ( Stoccolma, 7 agosto 2007)
- 800 metri piani indoor: 1'44"91 ( Valencia, 9 marzo 2008)

## Palmarès
| Anno | Manifestazione          | Sede       | Evento      | Risultato  | Prestazione | Note             |
| ---- | ----------------------- | ---------- | ----------- | ---------- | ----------- | ---------------- |
| 2000 | Campionati africani     | Algeri     | 800 m piani | Argento    | 1'46"28     |                  |
| 2001 | Mondiali                | Edmonton   | 800 m piani | 6º         | 1'45"01     |                  |
| 2002 | Giochi del Commonwealth | Manchester | 800 m piani | Oro        | 1'46"32     |                  |
| 2002 | Campionati africani     | Radès      | 800 m piani | Bronzo     | 1'46"20     |                  |
| 2003 | Mondiali                | Parigi     | 800 m piani | Bronzo     | 1'44"90     |                  |
| 2003 | Giochi panafricani      | Abuja      | 800 m piani | Argento    | 1'46"44     |                  |
| 2004 | Mondiali indoor         | Budapest   | 800 m piani | Oro        | 1'45"71     |                  |
| 2004 | Giochi olimpici         | Atene      | 800 m piani | Argento    | 1'44"61     |                  |
| 2005 | Mondiali                | Helsinki   | 800 m piani | Semifinale | 1'45"73     |                  |
| 2006 | Mondiali indoor         | Mosca      | 800 m piani | Argento    | 1'47"16     |                  |
| 2006 | Campionati africani     | Bambous    | 800 m piani | 6º         | 1'47"94     |                  |
| 2007 | Giochi panafricani      | Algeri     | 800 m piani | Argento    | 1'45"54     |                  |
| 2007 | Mondiali                | Osaka      | 800 m piani | 7º         | 1'47"52     |                  |
| 2008 | Mondiali indoor         | Valencia   | 800 m piani | Argento    | 1'44"91     | Record nazionale |
| 2008 | Giochi olimpici         | Pechino    | 800 m piani | Semifinale | 1'46"24     |                  |
| 2009 | Mondiali                | Berlino    | 800 m piani | Oro        | 1'45"29     |                  |
| 2010 | Campionati africani     | Nairobi    | 800 m piani | Semifinale | dns         |                  |

## Altre competizioni internazionali
2003
- 5º alle IAAF World Athletics Final ( Monaco), 800 metri - 1'46"42

2004
- 5º alle IAAF World Athletics Final ( Monaco), 800 metri - 1'46"45

2005
- 5º alle IAAF World Athletics Final ( Monaco), 800 metri - 1'47"22

2006
- Oro alle IAAF World Athletics Final ( Stoccarda), 800 metri - 1'46"99
- Bronzo in Coppa del mondo ( Atene), 800 metri - 1'45"14

2007
- Argento alle IAAF World Athletics Final ( Stoccarda), 800 metri - 1'45"67

2008
- 6º alle IAAF World Athletics Final ( Stoccarda), 800 metri - 1'50"70

2009
- Bronzo alle IAAF World Athletics Final ( Salonicco), 800 metri - 1'45"53